# Municipio de Louisville (Kansas)
El municipio de Louisville (en inglés: Louisville Township) es un municipio ubicado en el condado de Pottawatomie en el estado estadounidense de Kansas. En el año 2010 tenía una población de 803 habitantes y una densidad poblacional de 8,45 personas por km².

## Geografía
El municipio de Louisville se encuentra ubicado en las coordenadas 39°16′18″N 96°18′37″O / 39.27167, -96.31028. Según la Oficina del Censo de los Estados Unidos, el municipio tiene una superficie total de 95.01 km², de la cual 94,45 km² corresponden a tierra firme y (0,58 %) 0,55 km² es agua.

## Demografía
Según el censo de 2010, había 803 personas residiendo en el municipio de Louisville. La densidad de población era de 8,45 hab./km². De los 803 habitantes, el municipio de Louisville estaba compuesto por el 95,77 % blancos, el 0,25 % eran afroamericanos, el 0,5 % eran amerindios, el 0,37 % eran asiáticos, el 1,12 % eran de otras razas y el 1,99 % eran de una mezcla de razas. Del total de la población el 2,37 % eran hispanos o latinos de cualquier raza.